# Ритзен, Леон
Леон Ритзен (нидерл. Léon Ritzen; 17 января 1939, Генк — 12 января 2018, Билзен) — бельгийский футболист, нападающий. Выступал за национальную сборную Бельгии.

## Клубная карьера
Начал выступать на взрослом уровне в 1955 году за клуб «Ватерсхей ТХОР» из своего родного города. В 1958—1962 годах неоднократно входил в десятку лучших бомбардиров чемпионата Бельгии — в сезоне 1958/59 забил 14 голов, в сезоне 1959/60 — 19 голов (третье место в споре бомбардиров), в сезоне 1960/61 — 12 голов, в сезоне 1961/62 — 19 голов (третье место в споре бомбардиров). В сезоне 1959/60 помог команде добиться наивысшего успеха в истории — занять третье место в чемпионате Бельгии. Но в сезоне 1961/62 его бомбардирские успехи не помогли клубу спастись от вылета из высшего дивизиона, а к середине 1960-х годов команда скатилась в третий дивизион. Во втором дивизионе нападающий забивал примерно по голу за игру, а в третьем дивизионе в сезоне 1963/64 забил 46 голов в 30 матчах.
С 1965 года форвард выступал за «Рэсинг Уайт» из Моленбека. В 1967 году перешёл в «Берсхот», в его составе в сезоне 1967/68 стал третьим бомбардиром чемпионата (18 голов). Также в сезоне 1967/68 стал финалистом Кубка Бельгии, в финальном матче против «Брюгге» забил гол в основное время и реализовал два послематчевых пенальти, но его команда уступила (1:1, 6:7-пен). В конце карьеры выступал за «КФК Дист».

## Карьера в сборной
Дебютный матч за сборную Бельгии сыграл 28 февраля 1960 года против Франции. Первый мяч забил в своей второй игре, 27 марта 1960 года в ворота Швейцарии. В 1960 году сыграл 4 матча, ещё по одной игре провёл в 1962 и 1968 годах. Всего на счету футболиста 6 матчей и один гол в составе сборной.

## Достижения
- Финалист Кубка Бельгии: 1967/68

## Личная жизнь
После ухода из спорта много лет работал в банковском секторе и сфере недвижимости.
Скончался 12 января 2018 года, незадолго до своего 79-летия.
Его сын, Юрген Ритзен, работал ведущим новостей на телевидении Лимбурга.